# Бергюн
Бергюн/Бравуонь (нем. Bergün, романш. Bravuogn) — деревня и бывшая коммуна в Швейцарии, в кантоне Граубюнден. 
До 2017 года имела статус отдельной коммуны. 1 января 2018 года объединена с коммуной Филизур в новую коммуну Бергюн-Филизур.
Входит в состав региона Альбула (до 2015 года входила в округ Альбула).
Население составляет 499 человек (на 31 декабря 2006 года). Официальный код  —  3521.
29 мая 2017 года в коммуне был введён запрет на фотографирование. На момент введения ограничения штраф составлял 5 швейцарских франков. Запрет не распространяется на граждан, фотографирующих со своих участков, на свадебные фотографии, а также снимки, сделанные из вагона проезжающего поезда. 